# المتحف الوطني طبرق

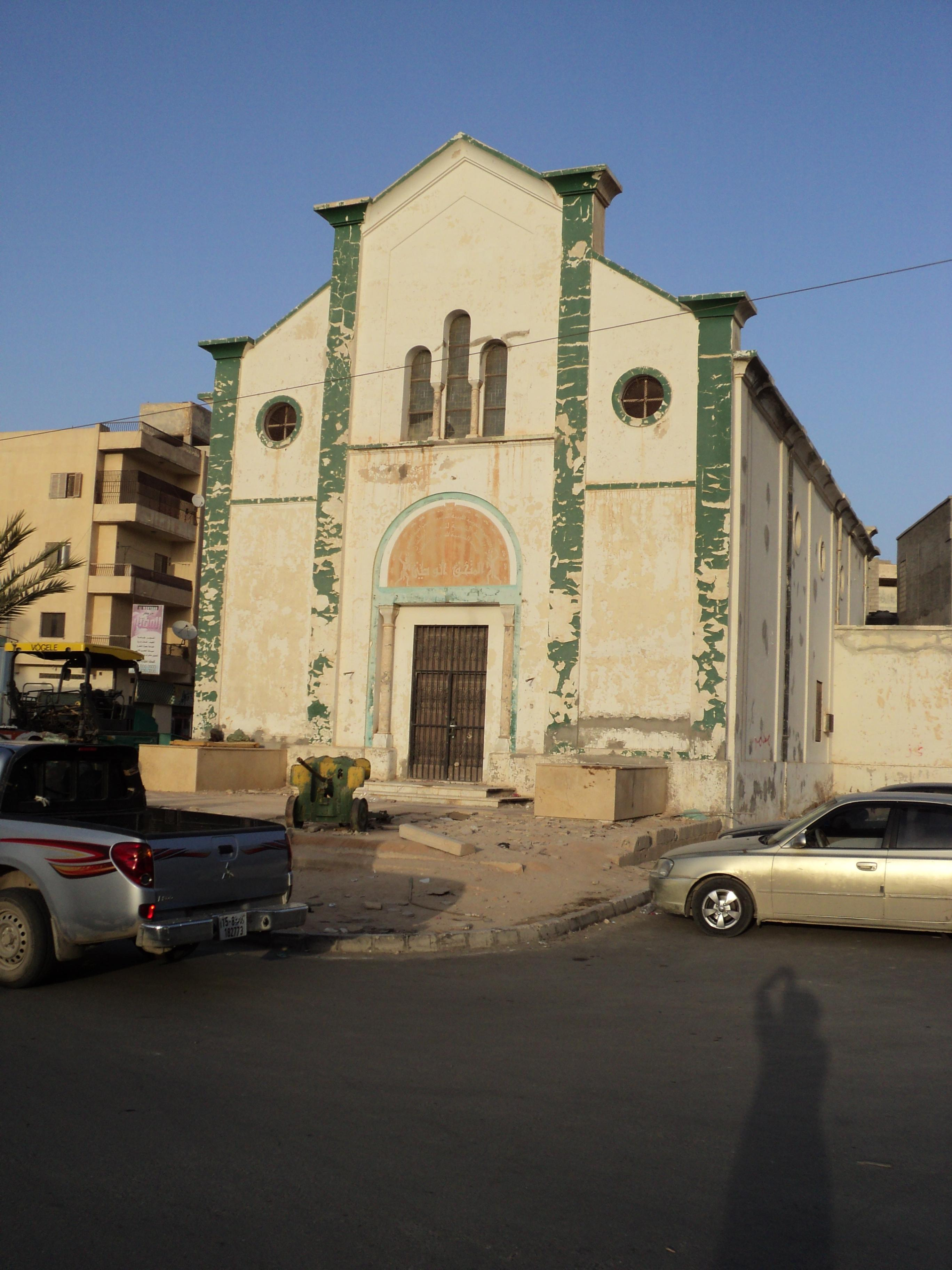
المتحف الوطني طبرق

المتحف الوطني طبرق (الكنيسة سابقا) يقع وسط مدينة طبرق ويحتوي على بعض الأشياء الأثرية، والمصنوعات اليدوية الشعبية وبعض البقايا الحربية من مخلفات الحرب العالمية الثانية.

## التأسيس
أسست جمعية الفينيق للدراسات الميدانية سنة 1991، وذلك بمبادرة شباب المدينة للمحافظة على تراث وتاريخ المدينة.

## الموقع
يقع مبنى المتحف في وسط مدينة طبرق والذي كان في الأصل كنيسةً إيطالية الطراز.

## المقتنيات
تعود مقتنيات المتحف إلى الحقب الزمنية المختلفة التي مرت بالمدينة والمناطق المحيطة بها، ومن بين هذه المقتنيات: فخاريات رومانية ويونانية، وقطع سلاح ومتعلقات جنود تعود للحرب العالمية الثانية وفترة الحرب ضد الإيطاليين، ولوحات ضوئية لأهم أعلام المدينة وأهم الشخصيات التي قامت بزيارتها وأيضًا طوابع وصحف ومقتنيات تعود للعهد الملكي وأخرى تعود للجنود الليبيين الذين شاركوا في القتال إلى جانب الحلفاء فيما عرف بالقوة العربية الليبية، وكذلك مجسمات للمقتنيات الشعبية المختلفة.